# Capusa
Capusa là một chi bướm đêm thuộc họ Geometridae.

## Các loài
- Capusa chionopleura Turner, 1926
- Capusa cuculloides (R. Felder, 1874)
- Capusa graodes Turner, 1919
- Capusa leptoneura (Turner, 1926)
- Capusa senilis Walker, 1857
- Capusa stenophara Turner, 1919